# 07.07.07
07.07.07 er Nephews femte album, og deres andet live album. Det er optaget fra Roskilde Festivals Orange Scene natten til lørdag, festivalens vigtigste koncerttidspunkt.
Der blev tirsdag d. 4. december sendt uddrag fra DVDen på DR2.
Det er også den CD, hvor nummeret Hospital feat. L.O.C. ligger på.
Navnet kommer af datoen på deres koncert, nemlig den 7. juli 2007.

## Numre
1. "Bazooka" – 9:33
2. "Science Fiction Og Familien" – 4:53
3. "Superliga" – 3:48
4. "First Blood Harddisc" – 5:26
5. "Blå & Black" – 3:49
6. "Movie Klip" – 4:49
7. "USA DSB" – 4:06
8. "T-Kryds" – 6:55
9. "Igen & Igen &" – 5:54
10. "Mexico Ligger I Spanien" – 5:12
11. "Worst/Best Case Scenario" – 8:13
12. "Hospital feat. L.O.C." – 5:25
13. "En Wannabe Darth Vader" – 6:10
14. "The Way I Are Nephew Remix" – 3:48

## Singler
- Hospital feat. L.O.C. Se video Arkiveret 28. september 2015 hos  Wayback Machine